# Ꙣ
Ꙣ (minúscula: ꙣ; cursiva: Ꙣ ꙣ) es una letra del alfabeto cirílico.
Ꙣ era utilizado ocasionalmente en el antiguo eslavo eclesiástico para representar el sonido [dʲ].
Ꙣ representa una д palatalizada, que también se puede escribir ‹ д҄ ›.

## Códigos de computación
| Carácter                    | Ꙣ                               | Ꙣ                               | ꙣ                             | ꙣ                             |
| --------------------------- | ------------------------------- | ------------------------------- | ----------------------------- | ----------------------------- |
| Nombre unicode              | CYRILLIC CAPITAL LETTER SOFT DE | CYRILLIC CAPITAL LETTER SOFT DE | CYRILLIC SMALL LETTER SOFT DE | CYRILLIC SMALL LETTER SOFT DE |
| Codificaciones              | Decimal                         | hex                             | dec                           | hex                           |
| Unicode                     | 42594                           | U+A662                          | 42595                         | U+A663                        |
| UTF-8                       | 234 153 162                     | EA 99 A2                        | 234 153 163                   | EA 99 A3                      |
| Numeric character reference | &#42594;                        | &#xA662;                        | &#42595;                      | &#xA663;                      |